# كين هيلي
كين هيلي (بالإنجليزية: Ken Hailey)‏ هو لاعب كرة قدم كندية أمريكي، ولد في 12 يوليو 1961 في أوسيانسيدي في الولايات المتحدة.